# Копержинская, Нонна Кронидовна
Но́нна Крони́довна Копержинская (укр. Нонна Кронідівна Копержинська; 1 мая 1920, Киев — 10 июня 1999, Киев) — советская и украинская актриса театра и кино. Народная артистка УССР (1967).

## Биография
Родилась 1 мая 1920 года в Киеве. Когда ей было 2 года, умер её отец. После смерти отца Нонна вместе с матерью-врачом переехала жить на Донбасс в город Димитров (ныне Мирноград), а позже, когда её мать перевели на работу в Киев, Нонна вернулась в родной город. Там Копержинская окончила школу № 150, а после поступила в театральный институт (1938), где попала на курсы к Амвросию Бучме. Вскоре её заметил Александр Довженко и снял в своём фильме «Щорс» (1939).
В 1941 году началась Великая Отечественная война, и Нонне пришлось оставить учёбу, которую она закончила уже после войны. С 1946 года и до конца жизни работала в театре им. Ивана Франко, создавая яркие сценические образы. Как отметила народная артистка УССР Галина Яблонская, работавшая с Копержинской:

«Нонна Копержинская не играла на сцене — она на ней жила, и в этом её можно сравнить с Амвросием Бучмой».

Затем Нонна снялась в картине «Украденное счастье» (1952). Слава к ней пришла после ролей в фильмах «За двумя зайцами» (1961) и «Королева бензоколонки» (1963).
Умерла Нонна Копержинская 10 июня 1999 года. Похоронена рядом с мужем, театральным режиссёром Павлом Шкребой (1909—1985), на Байковом кладбище в Киеве.

## Театральные работы
1. 1947 — «Молодая гвардия» А. Фадеева; реж. Бенедикт Норд — Люба Шевцова
2. 1948 — «Макар Дубрава» А. Корнейчука; реж. Гнат Юра, Бенедикт Норд — Марта
3. 1949 — «Пока солнце взойдёт, роса очи выест» М. Кропивницкого; реж. Борис Балабан — Текля
4. 1956 — «Ой, не ходи, Грицю, та й на вечерницы» М. Старицкого; реж. Виктор Добровольский — Устя
5. 1956 (восстановлено) — «Украденое счастье» И. Франко; реж. Гнат Юра — Настя
6. 1958 — «Злая судьба» («Цыганка Аза») М. Старицкого; реж. Гнат Юра — Гордиля
7. 1959 — «Не суждено» М. Старицкого; реж. Фёдор Верещагин — Степанида
8. 1961 — «Фараоны» А. Коломийца; реж. Иван Казнадий — Ганна
9. 1963 — «В степях Украины» А. Корнейчука; реж. Николай Шейко — Катерина
10. 1965 — «Бесталанная» И. Карпенко-Карого; реж. Павел Шкреба[укр.] — Ганна
11. 1966 — «Патетическая соната» Н. Кулиша; реж. Дмитрий Алексидзе — Настя
12. 1966 — «Мои друзья» А. Корнейчука; реж. Владимир Лизогуб — Варвара
13. 1972 — «Дороги, которые мы выбираем» Н. Зарудного; реж. Сергей Смеян, Анатолий Скибенко
14. 1973 — «Пора жёлтых листьев» Н. Зарудного; реж. Сергей Смеян — Катерина
15. 1977 — «Тыл» Н. Зарудного; реж. Сергей Смеян
16. 1980 — «Дядя Ваня» А. Чехова; реж. Сергей Данченко — Марина — старая няня
17. 1981 — «Ретро» А. Галина; реж. Владимир Лизогуб, Пётр Ильченко — Нина Ивановна
18. 1983 — «Визит старой дамы» Ф. Дюрренматта; реж. Сергей Данченко — Клара Цеханасян
19. 1984 — «Регіон» Н. Зарудного; реж. Сергей Данченко, Пётр Ильченко
20. 1988 — «Жанна» А. Галина; реж. Пётр Ильченко
21. «Грех» В. Винниченко — Галина Петровна

## Фильмография

### Актёрские работы
1. 1939 — Щорс
2. 1950 — Щедрое лето
3. 1953 — Калиновая роща
4. 1953 — Судьба Марины — Мотря, жена Матвея Гавриловича
5. 1955 — В один прекрасный день — Оксана
6. 1956 — Когда поют соловьи — Устина
7. 1957 — Партизанская искра — мачеха Волошиных
8. 1957 — Штепсель женит Тарапуньку — тётя Вустя
9. 1958 — Волшебная ночь (короткометражный) — Василина
10. 1958 — Сватанье на Гончаровке — Одарка
11. 1958 — Мальчики — женщина на вокзале
12. 1960 — Киевлянка (Фильм 3. Наследники)
13. 1961 — За двумя зайцами — Секлета Филипповна Лимериха, мать Гали
14. 1962 — Королева бензоколонки — Рогнеда Карповна, буфетчица
15. 1965 — Месяц май — мать Гали
16. 1967 — Десятый шаг — эпизод
17. 1967 — Непоседы — Дыходымиха, мать Олега
18. 1969 — Варькина земля — Нонна Степановна, председатель
19. 1969 — Если есть паруса — Капиталина Дмитриевна Дудка, жена боцмана
20. 1969 — Злая судьба — Гордыля
21. 1971 — Зозуля с дипломом — Оксана Дмитриевна, председатель
22. 1971 — Инспектор уголовного розыска — Каштанова, соседка Огородниковых
23. 1972 — Мушкетёры 4 «А» (короткометражный) — Макаровна, тётя Юры
24. 1972 — Рим, 17...
25. 1974 — Прощайте, фараоны! — Ганна
26. 1975 — Простые заботы — Ефимовна
27. 1976 — Время — московское — Ефимовна
28. 1994 — Царевна — приятельница
29. 1995 — Остров любви (Фильм первый. «Остров любви») — няня панночки

### Фильмы-спектакли
1. 1952 — Украденное счастье — вторая соседка
2. 1954 — Назар Стодоля — молодица
3. 1962 — Свечкина свадьба — Татьяна, бублейница
4. 1964 — Фараоны — Ганна
5. 1966 — Бесталанная — Ганна
6. 1966 — Почему улыбались звёзды — Оксана Дмитриевна
7. 1967 — Не суждено — Степанида
8. 1978 — Две семьи — Настя, мать Самрося и Романа
9. 1982 — Ретро — Нина Ивановна Воронкова, медсестра

## Награды
- 1951 — Заслуженная артистка УССР
- 1960, 24 ноября — Орден «Знак Почёта»
- 1967 — Народная артистка УССР
- 1981, 7 августа — Орден Трудового Красного Знамени